# Twilight's Last Gleaming
Twilight's Last Gleaming es el quinto episodio de la primera temporada de la serie de televisión estadounidense de ciencia ficción y drama Los 100. El episodio fue escrito por Bruce Miller y dirigido por Milan Cheylov. Fue estrenado el 16 de abril de 2014 en Estados Unidos por la cadena The CW.
Con la llegada de la cápsula, Clarke y Finn ven por fin una oportunidad para comunicarse con el Arca y así evitar el sacrificio que planean. Pero la llega de Raven representa una amenaza no sólo para el nuevo romance entre Finn y Clarke sino para Bellamy, quien cree que será ejecutado si el resto de la población llega a la Tierra. Por otra parte, Octavia sufre un accidente y es observada por uno de los terrícolas y los cien son capaces de enviar una señal al Arca. Mientras tanto en el Arca, Abby expone el plan de Kane a la población usando la grabación que dejó su esposo. Cuando todo parece perdido, Jaha y Abby logran ver la señal de los cien.

## Elenco
- Eliza Taylor como Clarke Griffin.
- Paige Turco como la concejal Abigail Griffin.
- Thomas McDonell como Finn Collins.
- Eli Goree como Wells Jaha.
- Marie Avgeropoulos como Octavia Blake.
- Bob Morley como Bellamy Blake.
- Christopher Larkin como Monty Green.
- Devon Bostick como Jasper.
- Isaiah Washington como el canciller Thelonious Jaha.
- Henry Ian Cusick como el concejal Marcus Kane.

## Continuidad
- Raven llega a la tierra en este capítulo. Se revela que ella es la novia que Finn tenía en el Arca.
- Bellamy fue el autor del disparo al Canciller Jaha, le cuenta a su hermana que lo hizo porque le prometieron que así podría ir a la Tierra con ella.
- A consecuencia de la falta de oxígeno en el Arca, 320 personas se sacrifican y mueren para darle una oportunidad al resto.
- Octavia es la primera de los 100 que se encuentra con un terrestre en pantalla. Anteriormente, Jasper había sido capturado por ellos.

## Recepción
En Estados Unidos, Twilight's Last Gleaming fue visto por 1.80 millones de espectadores, recibiendo 0.5 millones de espectadores entre los 18 y 49 años, de acuerdo con Nielsen Media Research.